# Boea
Boea ist eine Pflanzengattung innerhalb der Familie der Gesneriengewächse (Gesneriaceae). Die etwa 20 Arten gedeihen in Australien, China, Indien, Malaysia, Birma, Philippinen, Polynesien, Salomonen, Thailand, Papua-Neuguinea, Indonesien, Nepal, Bhutan, Kambodscha, Vietnam und Laos. Wenige Boea-Arten werden auch als Zimmerpflanzen verwendet.

## Beschreibung

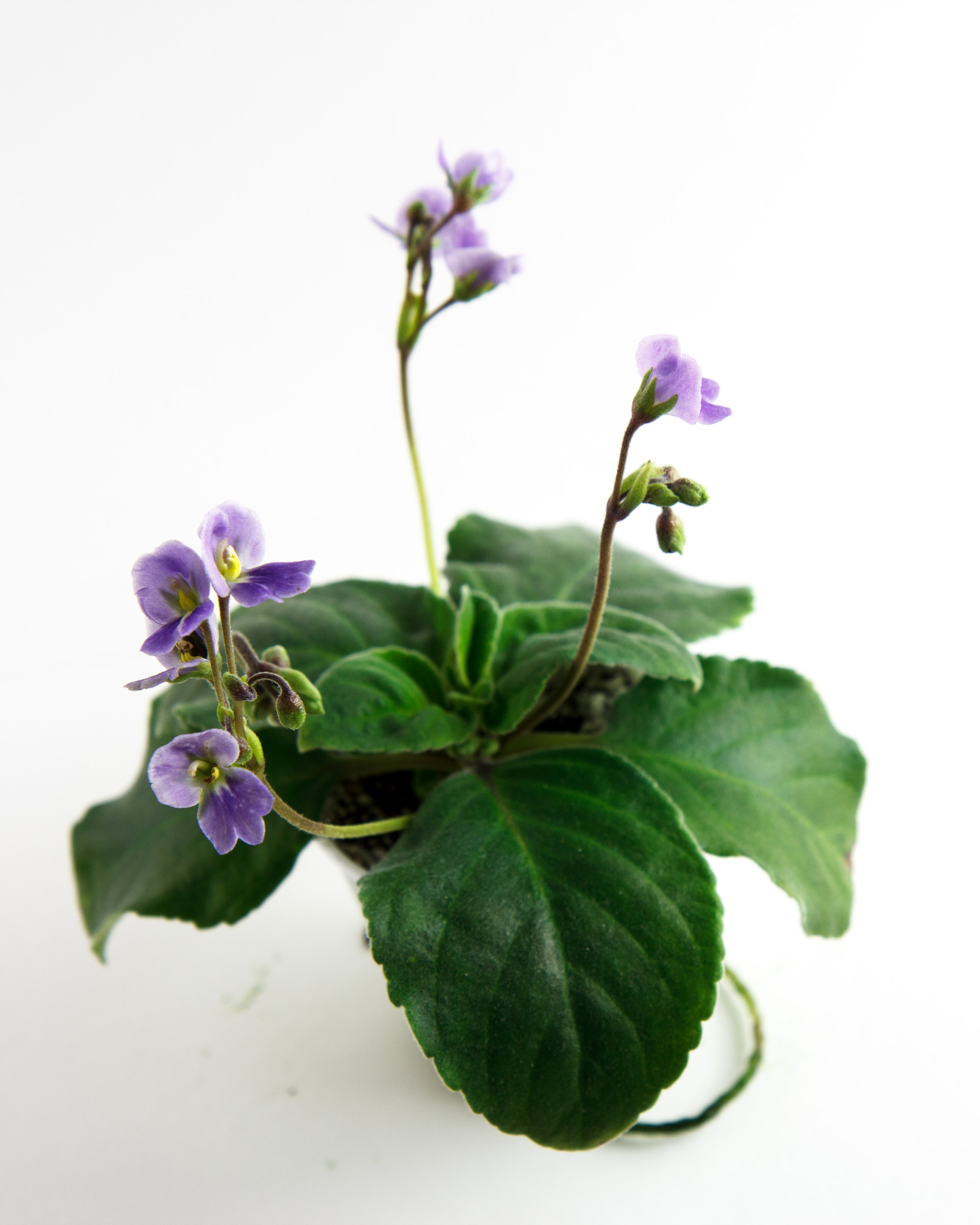
Habitus, Laubblätter und Blütenstände von Boea hemsleyana

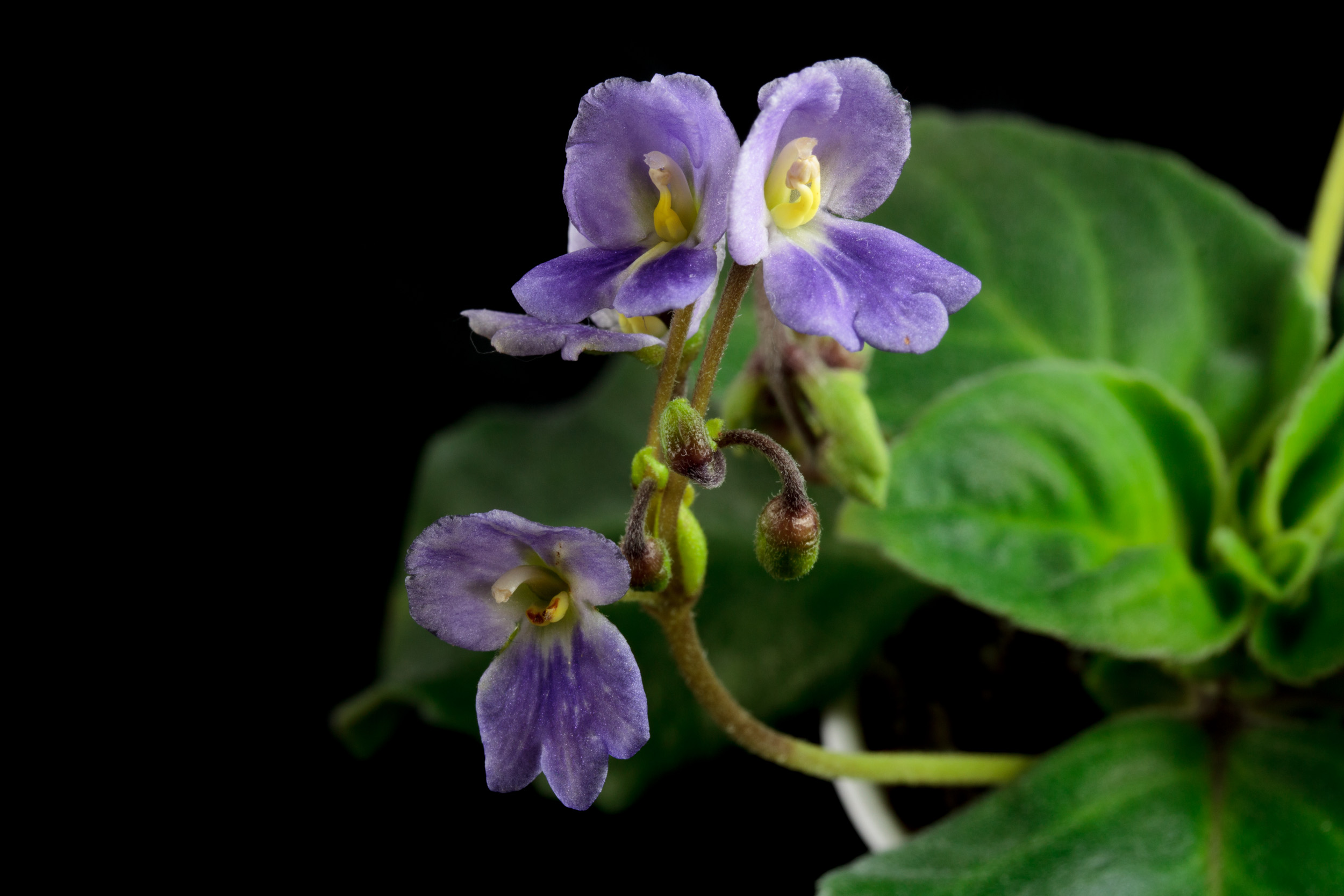
Blütenstand von Boea hemsleyana

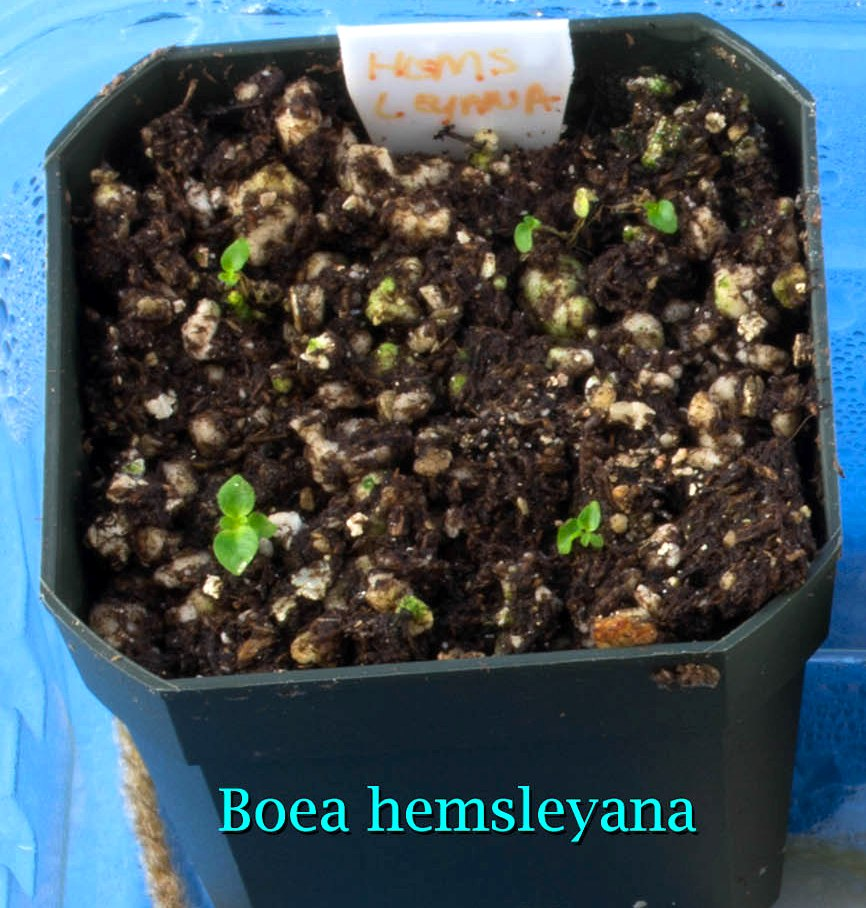
Sämlinge von Boea hemsleyana

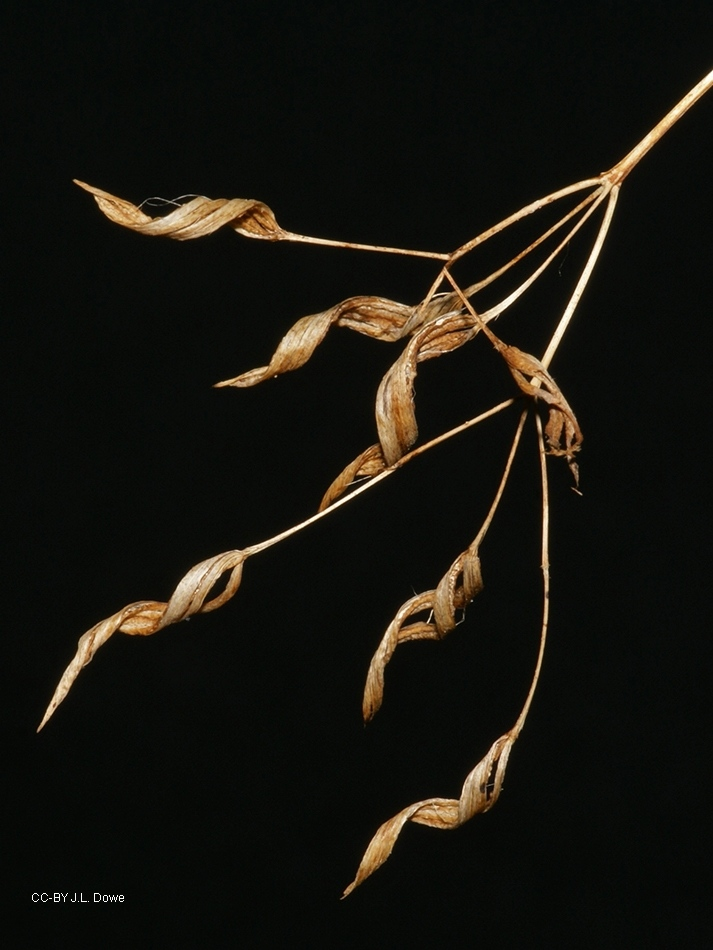
Fruchtstand nach dem öffenen der Früchte von Boea hygroscopica

### Erscheinungsbild
Allgemein sind Boea-Arten vom Wuchstyp her ähnlich den Drehfrucht-Arten. Sie sind ein- bis mehrjährige, also monokarpe hapaxanthe Pflanzen oder ausdauernde, also pollakanthe, polykarpische Pflanzen und wachsen als immergrüne, krautige Pflanzen. Der größere Teil der Arten ist acaulescent, das bedeutet die Sprossachse ist gestaucht.

### Laubblätter
Bei den meisten Boea-Arten sind die Laubblätter in grundständigen Rosetten angeordnet und in Blattstiel sowie -spreite gegliedert. Die Blattstiele sind nur kurz. Die einfachen, meist fein behaarten und leicht brechenden, leicht fleischigen Blattspreiten sind meist fast eiförmig bis verkehrt-herzförmig und am Rand gesägt.

### Blütenstände und Blüten
Die Blüten befinden sich meist zu einigen bis vielen in zymösen Blütenständen auf seitenständigen, langen Blütenstandsschäften.
Die zwittrigen Blüten sind zygomorph und fünfzählig mit doppelter Blütenhülle. Die fünf Kelchblätter sind meist frei oder höchstens an ihrer Basis verwachsen. Die fünf Blütenkronblätter sind teilweise frei und gelegentlich paarweise verwachsen. Die Farben der Kronblätter reichen von blau über violett bis weiß. Es gibt zwei Paare Staubblätter. Die Nektarien sind ringförmig oder kurz becherförmig. Zwei Fruchtblätter sind zu einem eiförmigen bis zylindrischen, unterständigen, meist einkammerigen Fruchtknoten verwachsen. Die Narbe ist je nach Art unterschiedlich.

## Ökologie
Einige der Boea-Arten gehören auch als „Resurrection Plant“ (Auferstehungspflanzen), aufgrund ihrer Fähigkeit, extreme Austrocknung zu überstehen. Vor allem Boea hygrometrica und Boea hygroscopica besitzen spezielle Methoden, um ihre Zellwände zu verändern.

## Systematik und Verbreitung
Die Gattung Boea wurde 1785 durch Philibert Commerson in Jean-Baptiste de Lamarck: Encyclopédie Méthodique, Botanique, Band 1, S. 401 aufgestellt. Die Typusart ist Boea magellanica Lam.  Der Gattungsname Boea ehrt den französischen Geistlichen François Beau (1723 – 1804), den Schwager von Philibert Commerson. Synonyme für Boea Comm. ex Lam. sind: Dorcoceras Bunge und Chleterus Raf.
Die Gattung Boea gehört zur Subtribus Loxocarpinae aus der Tribus Trichosporeae in der Unterfamilie Didymocarpoideae innerhalb der Familie der Gesneriaceae.
Die World Checklist of Gesneriaceae der Smithsonian Institution listet folgende Boea-Arten:
- Boea clarkeana Hemsl. (Syn.: Boea densihispidula S.B.Zhou & X.H.Guo, Boea mairei H.Lév., Dorcoceras clarkeanum (Hemsl.) Schlechter, Streptocarpus clarkeanus (Hemsl.) Hilliard & B.L.Burtt): Sie kommt in den chinesischen Provinzen Anhui, Hubei, Hunan, Jiangxi, Shaanxi, Sichuan, Yunnan sowie Zhejiang vor.[1]
- Boea dennisii B.L.Burtt: Dieser Endemit kommt nur auf der Salomonen-Insel Guadalcanal vor.[1]
- Boea esquirolii H.Lév. & Vaniot: Sie kommt in China vor.[1]
- Boea geoffrayi Pellegr.: Sie kommt in Thailand sowie Kambodscha vor.[1]
- Boea hemsleyana B.L.Burtt (Syn.: Boea lanata Hemsl. non Ridley): Sie kommt in Papua-Neuguinea und auf den Salomonen (nur auf den Inseln Guadalcanal, Florida) vor.[1]
- Boea hians Burkill: Sie kommt in Papua-Neuguinea vor.[1]
- Boea hygrometrica (Bunge) R.Brown: Sie kommt in Hongkong und den chinesischen Provinzen Anhui, Fujian, Guangdong, Guangxi, Hebei, Henan, Hubei, Hunan, Jiangxi, Liaoning, Shaanxi, Shandong, Shanxi, Sichuan, Yunnan sowie Zhejiang vor.[1]
- Boea hygroscopica F.Muell. (Syn.: Boea hygroscopica var. bellendenkerensis Domin, Boea hygroscopica var. typica Domin): Dieser Endemit kommt nur im australischen Bundesstaat Queensland vor.[1] Sie kommt auf der Kap-York-Halbinsel und im nordöstlichen Queensland bis nach Rockhampton im Süden vor. Sie gedeiht in Höhenlagen von 60 bis 900 Metern entlang von Flussbetten, auf bemoosten Felsen im Regenwald, in offenen Wäldern und Galeriewald.[6]
- Boea kinnearii (F.Muell.) B.L.Burtt: Dieser Endemit kommt nur im australischen Bundesstaat Queensland vor.[1]
- Boea lawesii H.O.Forbes (Syn.: Boea lanuginosa Lauterb. & K.Schum., Didymocarpus lawesii F.Muell.): Sie kommt in Papua-Neuguinea vor.[1]
- Boea magellanica Lam. (Syn.: Beaua tomentosa Pourret ex C.B.Clarke nom. nud., Boea cardwellii F.Muell. ex C.B.Clarke nom. nud., Boea commersonii R.Brown, Boea praliniana A.St.Hil., Boea warburgii Schlechter): Sie kommt in Papua-Neuguinea, auf dem Bismarck-Archipel (Mussau, New Ireland, New Britain, New Lauenburg, Hastings), auf den Salomonen und vielleicht auf Java (als Boea commersonii) vor.[1]
- Boea mollis Schlechter: Sie kommt in Papua-Neuguinea vor.[1]
- Boea philippensis C.B.Clarke (Syn.: Boea elephantopoides W.Y.Chun, Boea poilanei Pellegr., Boea pseudoglandulosa Elmer ex Merr., Dorcoceras philippense (C.B.Clarke) Schlechter): Sie kommt in China (Guangdong, Guangxi, Guizhou, Hainan, Hunan), in Vietnam, Laos, Sulawesi, auf den Kleinen Sunda-Inseln und auf den Philippinen (Luzon, Mondoro, Mindanao) vor.[1]
- Boea rosselensis B.L.Burtt: Sie kommt in Neuguinea vor.[1]
- Boea urvillei C.B.Clarke: Dieser Endemit kommt nur in Irian Jaya vor.[1]
- Boea wallichii R.Brown: Sie kommt im nordöstlichen Indien, Myanmar sowie Thailand vor.[1]

## Nutzung
Boea hygroscopica wird gelegentlich als Zierpflanze verwendet.